# 唐沢俊二郎
唐沢 俊二郎（唐澤 俊二郎、からさわ しゅんじろう、1930年6月24日 - 2021年11月19日）は、日本の政治家。位階は正三位。自由民主党衆議院議員。第3次中曽根内閣の郵政大臣、海部俊樹総裁の下で自民党総務会長を歴任した。

## 来歴・人物
内務官僚、和歌山県知事、内務次官を経て、衆議院議員、法務大臣を歴任した唐沢俊樹の二男として、東京霞が関に生まれる。俊二郎が生まれたとき、父・俊樹は濱口内閣と第2次若槻内閣の内務大臣・安達謙蔵の下で内務大臣秘書官兼人事課長を務めていた。
1936年、父俊樹が内務省警保局長の時に二・二六事件に遭遇する。警保局長官舎も反乱軍による襲撃を受ける恐れがあるため、唐沢ら子供たちは避難した。タクシーで逃げる途中、検問にあい銃剣を突きつけられたことを長く記憶に留める。事件後、父は責任を取って警保局長を辞任する。豊島師範附属小学校から、田園調布小学校に越境入学する。1943年中高一貫教育（7年制）の旧制武蔵高等学校尋常科（旧制中学に相当）ついで高等科で学ぶ。高等科の先輩には宮沢喜一、同級生には有馬朗人、依田実がいる。1950年、旧制最後で東京大学法学部に入学。
1953年、東京大学法学部を卒業し、富士銀行に入行する。同銀行では主に調査畑に身を置く。この間、経済企画庁に出向し経済白書の作成に関わる。経企庁出向時代に大蔵省から出向していた近藤鉄雄（第3次中曽根内閣経企庁長官）と知り合う。1955年、父俊樹は、第27回衆議院議員総選挙で当選し、第1次岸改造内閣の法務大臣を務めるが、1958年の第28回衆議院議員総選挙で落選。1967年の第31回衆議院議員総選挙の時、唐沢は富士銀行数寄屋橋支店勤務であったが、病身の父は選挙区に戻ることが出来ず思案に暮れていた。支店長の計らいで1か月休暇をもらい選挙運動をし、その甲斐あってか、父俊樹は当選を果たすが一か月半後に死去し、次点の小沢貞孝が繰り上げ当選した。
選挙後、亀戸支店次長となり、銀行マンとしての生活に戻ったが、選挙区の後援会によって父の後継に擁立される。さらに政界入りをすすめたのが中曽根康弘である。俊樹は中曽根派（新政同志会）の顧問であった。1969年、第32回衆議院議員総選挙に旧長野4区から立候補し、最下位ながら当選を果たす（当選同期に小沢一郎・羽田孜・梶山静六・林義郎・渡部恒三・綿貫民輔・塩崎潤・森喜朗・村田敬次郎・松永光・江藤隆美・中山正暉・浜田幸一など）。以後当選9回。自民党では、中曽根康弘－渡辺美智雄派に所属する。1975年、三木内閣の大蔵政務次官に就任する。1976年、福田赳夫内閣の文部政務次官に就任。文部政務次官時代に埼玉県浦和市で越境入学が問題になり、テレビに出演した際、越境入学は良くないと力説したところ、すかさず司会者に「政務次官も小学校のころ、越境入学しておられましたね」と言われて返事に詰まったエピソードがある。
衆議院社会労働委員長、自民党政調副会長などを経て、1985年に第2次中曽根第2次改造内閣の官房副長官に就任し、昭和天皇御在位六十年記念式典や東京サミットなどを裏方として取り仕切った。1986年、衆参同日選挙によって自民党が大勝し中曽根首相は自民党総裁任期を1年延長し、第3次中曽根内閣を組閣、唐沢は郵政大臣として初入閣した。郵政相としては、累積赤字2500兆円に達していた郵便事業を黒字転換に導いた。また、政治問題化したマル優廃止を大臣として執行した。郵政相時代すでに郵政民営化が議論に上ってきていたが、唐沢は不採算地域にまで一律サービスができるのは、三事業一体の形を取っているからとして民営化には反対の立場を取った。
1989年、第1次海部内閣で党三役のひとつ、総務会長に就任する。総務会長としては、政治改革を求める動きにのり、政治資金規正法、公職選挙法の改正案、政治倫理の確立のための国会議員の資産等の公開等に関する法律（資産公開法）などをまとめた。1996年の第41回衆議院議員総選挙には立候補せず、政界から引退する。
1993年から全国治水砂防協会会長を務める。また、長野陸上競技協会会長なども務めた。2000年、勲一等旭日大綬章受章。2001年、社団法人日本ケーブルテレビ連盟の理事長に就任。2011年からは同顧問を務めた。
2021年11月19日9時56分、老衰のため、東京都内の病院で死去。91歳没。死没日をもって正三位に叙された。

## 著書
- 『わが子を守る50章』永田書房 1981
- 『通信大国ニッポン』時事通信社 1987
- 聞き手：伊藤隆ほか『そろそろ全部話しましょう　唐澤俊二郎オーラルヒストリー』文藝春秋企画出版 2009

## その他
- 日中国会議員書画展へ書画を提供している[7]。